# Vollenhovia rufiventris
Vollenhovia rufiventris é uma espécie de formiga do gênero Vollenhovia, pertencente à subfamília Myrmicinae.